# 影山裕子
影山 裕子（かげやま ひろこ、1932年2月1日 - 2005年9月13日）は、日本の社会評論家、和光大学名誉教授。
長く日本電信電話公社に勤務し、調査役、国立電報電話局長などを歴任して女性管理職の先駆的存在として知られ、評論家としても活動し、女性の社会進出を訴え、後には和光大学教授となった。
影山は、女性の社会進出の妨げになるとして、労働時間に関する女子の保護規定撤廃を唱えるなど、男女雇用機会均等法（1986年）を先取りする主張を早くから展開していた。

## 経歴
長野県小諸市出身（出生地は北海道）。長野県松本深志高等学校を経て、1954年に東京大学経済学部を卒業し、成績トップで日本電信電話公社に入り、経営調査室に配属された。1957年7月から米国のコーネル大学労使関係学部に留学や日本生産性本部への国内留学も経験し、労働経済学と婦人の問題について研究した。1964年に著書『奥様のアルバイト』が大きな反響を呼んでからは、電電公社在職のまま評論家としても活動した。
1971年には、日本有職婦人クラブ会長となった。
1988年に日本電信電話会社を退職して和光大学経済学部教授に転じ、経営学総論などを講じた。

## おもな著書

### 単著
- 奥様のアルバイト：夫には喜ばれ,社会にも参加できる、光文社（カッパ・ブックス）、1964年
- 女性の能力開発：経営管理の盲点、日本経営出版会（ケイエイ叢書）、1968年
- 目標管理定着のコツ10カ条：生きた実践のためのアドバイス、池田書店、1968年
- 入社試験合格の秘訣：女子大生のための就職ガイド、青葉出版、1984
- 経営学総論、青葉出版、1987年
- わが道を行く：職場の女性の地位向上をめざして、学陽書房、2001年 - 自伝

### 共著
- （浜崎隼彦との共著）人事管理とその背景：アメリカの社会と経済、日刊労働通信社、1961年
- （高橋達男、清水勤との共著）職場ぐるみ訓練：全員参加経営の実現、産業能率短期大学出版部、1971年

### 訳書
- F・マウル 、職場の婦人幹部、ダイヤモンド社、1960年
- J・D・バッテン、やる気を起こす組織風土：目標管理を生かすためのチェックリスト、産業能率短期大学出版部、1967年
- ハーバート・G・ヒックス、人間行動と組織：行動科学と経営管理論の統合、産業能率短期大学出版部、1969年
- ラルフ・G・ニコルス、レオナード・A・スティーブンス、聞き方で成功する、産業能率短期大学出版部、1969年